# 卷舌六
英仙座40，又名BD+33 698，HD 22951、SAO 56646、HR 1123，是英仙座的一颗恒星，视星等为4.97，位于銀經158.92，銀緯-16.7，其B1900.0坐标为赤經3h 36m 2.1s，赤緯+33° -16.7′ 39″。